# Miedźna
Miedźna (německy Miedzna) je vesnice a sídlo gminy Miedźna v okrese Pszczyna ve Slezském vojvodství. Obec je sídlem gminy Miedźna.

## Povrch
Podle statistických údajů z roku 2005 byla rozloha 1130 ha: z toho tvoří orná půda 726 ha.

## Historie
První písemné zmínky o vesnici pochází z roku 1326 v dokumentu Svatopetrského haléře. V dokumentu o prodeji pszczynského panství, které bylo vystaveno Kazimírem II Těšínským v českém jazyce ve Fryštátě dne 21. února 1517 byla vesnice nazývána Medna.
V letech 1975–1998 vesnice patřila pod administrativu katovického vojvodství.

## Počet obyvatel
V roce 2011 ve vsi Miedźna žilo1673 obyvatel (823 mužů a 850 žen).

## Památky
- dřevěný kostel svatého Klementa Římského, který je součástí Stezky dřevěné architektury ve Slezském vojvodství